# Timóxeno
Timóxeno (en griego: Τιμόξενος) fue un militar en la Antigua Grecia que sirvió durante varios periodos como estratego de la Liga Aquea entre 225 y 215 a. C. Compartía ideas políticas con Arato de Sición. Participó en una expedición militar contra el rey Cleómenes III de Esparta, apoyando la rebelión de la ciudad de Argos contra el dominio espartano. Consiguió ocupar la ciudad y resistir los esfuerzos de Cleómenes por recuperarla.